# Osiedle Proszowskie
Proszowkie – osiedle Bochni położone w północnej-zachodniej części miasta. Jest jedną z 14 jednostek pomocniczych Bochni.

## Położenie
Osiedle położone jest w północno-zachodniej części miasta i sąsiaduje z:
- od północy: Proszówkami, Damienicami
- od południa: osiedlem Słoneczne, osiedlem Chodenice
- od wschodu: osiedlem Karolina-Krzeczowska
- od zachodu: osiedlem Chodenice.

## Charakterystyka
Przy pewnej części ulicy znajduje się jeszcze zabudowa podmiejska z XIX-XX wieku. W zachodniej części ma siedzibę wiele firm, natomiast wschodnia część charakteryzuje się wieloma domami jednorodzinnymi.

## Komunikacja
- Droga wojewódzka nr 965
- przebiegają tędy linie autobusowe BZK o numerach: 1, 3 i 9[4] oraz RPK o numerach: 2, 3, 7, 8, 9, 10, 11 i 12[5]